# Makkai-Flóra Ágnes
Makkai-Flóra Ágnes, szül. Flóra Ágnes (Kolozsvár, 1952. március 12. –) író. Flóra Jenő és Finna Márta kolozsvári színművészek lánya, anyai ágon Makkai Sándor erdélyi magyar író, az erdélyi református egyházkerület püspökének unokahúga.

## Élete
Iskolai tanulmányait a kolozsvári 3-as számú líceumban, a sepsiszentgyörgyi Székely Mikó Kollégiumban, majd a kolozsvári 11-es számú líceumban végezte. Sepsiszentgyörgyön fogászati asszisztensként dolgozott. 1988 óta él Budapesten. Dolgozott eladóként ruházati boltban, majd utazási irodában, később pénzügyi intézetben volt alkalmazásban.
2006-ban elvégezte a  Magyar Író Akadémia mesterkurzusát, és Kukorelly Endre „A szöveg mint tükör” című szemináriumsorozatát hallgatta. Tagja az Erlin Páholy alkotókörnek. Többször játszott a Barátok közt és a Jóban Rosszban című sorozatokban epizódszereplőként.
Az Örvény című thrillerjével 2008-ban a Kossuth Kiadó pályázatán díjat nyert, a Fő utca 4. című regényével az Atlantic Press Kiadó 2018-as regénypályázatán kiemelt helyezést ért el.
„Tinédzserkorom óta írok rendszeresen, többnyire az asztalfiának, aztán összeszedtem a bátorságomat, és elküldtem az Örvény című erotikus thrillert a Kossuth Kiadó 2008-ban kiírt pályázatára. Második helyezést értem el, ami lendületet és önbizalmat adott, hogy megmutassam az írásaimat, a gondolataimat, magamat.”

## Publikációk
- Meleg tea, novella (Magyar Napló, 2008)
- Örvény, regény (Kossuth Kiadó, 2009)
- Meleg tea (Magyar Napló, Az év novellái 2009)
- Rajz szövegmelléklettel, novella (Irodalmi Jelen, Antológia 2009)
- Balettcipők, novella (Kortárs, 2011)
- Vonzódás, novella (Csillagszálló, 2011)
- Halál(ok), novella (Apokrif, 2014)
- Emtu, novella (Liget folyóirat, 2014)
- Allegro non troppo, kisregény (Publio, 2015)
- Kötéltánc, novellagyűjtemény (Publio, 2015)
- A Nabokov-modell, novella (Szegedi Lap, 2016)
- Carmen tragédiája, novella (A Hetedik, 2017)
- A hordágyas, novella (Litera-túra kulturális lap, 2017)
- Kényszerítő körülmény (Litera-túra  kulturális lap, 2017)
- Időzített döntés, novella (Litera-Túra kulturális lap, 2017)
- Sötét színpad, nem színtelen (megemlékezés A harmadik színház c. kötetben, 2018)
- Fő utca 4., regény (Atlantic Press Kiadó, 2019)